# Bed of Lies
Bed of Lies è un brano musicale della rapper trinidadiana Nicki Minaj, estratto come quarto singolo del suo terzo album di inediti, The Pinkprint. Il singolo è stato presentato agli MTV Europe Music Awards 2014 a Glasgow, Scozia nel 2014. In seguito, è stato pubblicato il 16 novembre 2014 dalla Young Money, Cash Money, Republic come quarto singolo dall'album. La traccia ha come artista partecipante la cantautrice statunitense Skylar Grey, che fa da ritornello nella canzone.
Il brano ha ricevuto acclamazioni universali da parte dei critici per come la Minaj sia riuscita a mostrare il suo lato vulnerabile pur rimanendo fiduciosa.

## Successo commerciale
Ha acquisito successo in Oceania, raggiungendo il settimo posto in Australia e al tredicesimo in Nuova Zelanda. Il singolo è stato certificato disco di platino dalla ARIA e d'oro dalla Recorded Music NZ. Il singolo ha debuttato alla settantesima posizione nella Billboard Hot 100 della quale ha raggiunto la posizione numero 62. Il brano è stato certificato disco di platino in Australia, in Norvegia e Svezia e disco d'oro in Nuova Zelanda.

## Classifiche
| Classifica (2014)         | Posizione massima |
| ------------------------- | ----------------- |
| Australia                 | 7                 |
| Belgio (Fiandre)          | 50                |
| Belgio (Fiandre) (urban)  | 23                |
| Canada                    | 41                |
| Repubblica Ceca           | 74                |
| Francia                   | 134               |
| Irlanda                   | 56                |
| Nuova Zelanda             | 13                |
| Norvegia                  | 10                |
| Svezia                    | 11                |
| Regno Unito               | 73                |
| Stati Uniti               | 62                |
| Stati Uniti (R&B/Hip-Hop) | 19                |